# Aaron Rome
Aaron Rome, född 27 september 1983 i Nesbitt, Manitoba, är en kanadensisk professionell ishockeyspelare som spelar för Dallas Stars i NHL. Han har tidigare spelat för NHL-lagen Anaheim Ducks, Columbus Blue Jackets och Vancouver Canucks.
Rome var en del av Anaheim Ducks lag som vann Stanley cup 2007 men spelade inte i finalen. Han spelade en match i grundserien säsongen 2006–07 och en match i slutspelet 2007 för Anaheim Ducks. 